# Los Caudillos
Los Caudillos fue una telenovela mexicana de corte histórico producida por Ernesto Alonso y dirigida por Raúl Araiza en 1968. Producida por Telesistema Mexicano S.A. conocido hoy como Televisa.
La telenovela fue protagonizada por Silvia Pinal y Enrique Lizalde, con las actuaciones estelares de Carlos Bracho, Enrique Rambal, Magda Guzmán, Ofelia Guilmáin, Malena Doria y Narciso Busquets.

## Argumento
Jimena es una dama de sociedad involucrada en la Independencia de México, y en los laberintos pasionales que se irán rompiendo poco a poco.

## Elenco
- Silvia Pinal - Jimena Lapuente
- Enrique Lizalde - Lisandro Jiménez / Pedro Jiménez
- Enrique Rambal - Miguel Hidalgo
- Magda Guzmán - Josefa Ortiz de Domínguez
- Narciso Busquets - José María Morelos
- Ofelia Guilmáin - Felipa
- Carlos Bracho - Ignacio Allende
- Guillermo Aguilar - Juan Aldama
- Sergio Jiménez - Nicolás Bravo
- Adolfo Garza - Hermenegildo Galeana
- Enrique del Castillo - Padre Huesca
- Emma Roldán - Belisaria
- José Baviera - Carlos IV
- Jorge Vargas - Fernando VII
- José Alonso - Francisco Javier Mina
- Wally Barrón - Virrey Félix María Calleja
- Malena Doria - María Antonia
- Gregorio Casal - Lic. Francisco Primo Verdad y Ramos / Mariano Matamoros
- José Loza - Agustín de Iturbide
- Luis Miranda - Abasolo
- Jorge Mondragón - Corregidor Domínguez
- Marilú Elizaga - Marquesa Camila de Pontevedra
- Enrique Pontón - Pascual Liñán
- Norma Herrera - Aurelia
- Miguel Maciá - Virrey Francisco Javier Venegas

## Datos
La trama de la telenovela la lleva Jimena que es la novia de Jiménez, a quien fusilan junto a Hidalgo, Allende y Aldama en Chihuahua en julio de 1811.